# Wu-Dynastie

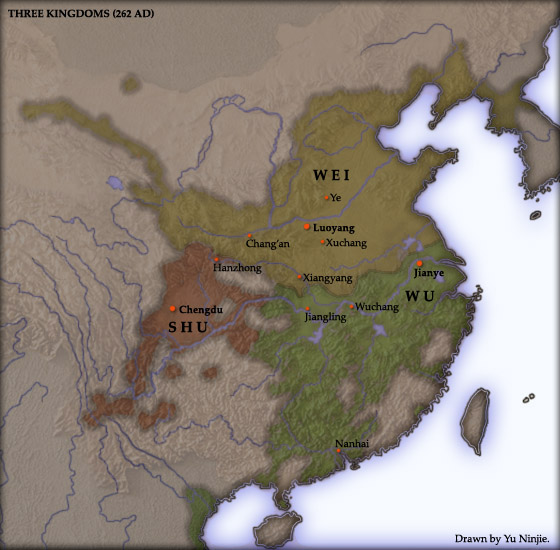
Gebiete der Drei Reiche 229–262 (Wu in grün)

Die (Östliche) Wu-Dynastie (chinesisch 東吳 / 东吴, Pinyin Dōng Wú), auch bekannt als Sun-Wu (孫吳 / 孙吴,  Sūn Wú) wurde 221 von Sun Quan im Südosten des Kaiserreichs China begründet. Sie entstand zur Zeit der Drei Reiche, als die Wu-Dynastie, die Wei-Dynastie und die Shu-Dynastie nach dem Fall der Han-Dynastie um die Vorherrschaft in China rangen.
Durch die Unabhängigkeit von der Zentralregierung im Norden entwickelte sich das bis dahin als rückständig gesehene Südchina zu einem der wichtigsten wirtschaftlichen, kulturellen und politischen Zentren des Landes. Innerhalb der nächsten fünfhundert Jahre (während der Zeit der Fünf Dynastien und Zehn Reiche) hat der Süden die Entwicklung im Norden sogar übertroffen. Die Errungenschaften aus dieser Zeit begründen die kulturelle und politische Teilung in Nord- und Südchina, die bis ins moderne China heute spürbar ist. Der Begriff Südchina hier versteht sich exklusive Guangdong und anderer Provinzen im äußersten Süden, da diese erst während der Tang-Dynastie zu China kamen und bis ins 19. Jahrhundert wirtschaftlich und kulturell weit hinter den anderen Teilen des Landes zurückblieben.
Belegt ist, dass Gesandte der östlichen Wu-Dynastie auf der Insel „Yizhou“ Kontakt mit der einheimischen Bevölkerung aufnahmen. Ob es sich dabei allerdings um Taiwan oder die Ryukyu-Inseln handelte, ist umstritten.
Die Wu-Dynastie war zwar das langlebigste der Reiche, wurde aber schließlich 280 vom ersten Jin-Kaiser Sima Yan erobert.

## Entstehung
Die Wu-Kommandantur im Süden des Jangtsekiang-Flusses, in der Umgebung des heutigen Nanjing, war ab dem Jahr 196 in den Händen des Generals und Kriegsherrn Sun Ce, der auch die Kommandanturen Lujiang und Danyang eroberte und Anschluss an den Han-Kaiserhof unter dem Kanzler Cao Cao suchte. Nach dessen Tod (200) wurde sein Bruder Sun Quan Kriegsherr der Region und eroberte viele angrenzende Territorien. Im Jahr 208 konnte er den Kriegsherrn Huang Zu schlagen und im selben Jahr im Verein mit dem General Liu Bei eine Invasion Cao Caos in der Schlacht von Chibi (Dezember) abwehren. Anschließend versuchte Sun Quan, am Nordufer des Jangtse Fuß zu fassen, während sein General Zhou Yu gemeinsam mit Liu Bei die westlich gelegene Jing-Provinz eroberte. Liu Bei schmiedete aber bereits Pläne für ein eigenes Reich und brach sein Bündnis mit Sun Quan nach Zhou Yus Tod im Jahr 210. Anschließend eroberte er das Land Ba Shu westlich der Jing-Provinz, die sein General Guan Yu hielt.
Im Jahr 219 konnten Sun Quans Generäle Lü Meng und Lu Xun Guan Yu besiegen und die Jing-Provinz erobern. Im nächsten Jahr starb Cao Cao, und sein Sohn Cao Pi folgte ihm als Kanzler und Herzog von Wei nach. Noch im selben Jahr setzte er den Kaiser Xian ab und erklärte sich zum Kaiser der Wei-Dynastie. Um Sun Quans Gefolgschaft zu erlangen, ernannte er ihn 221 zum Herzog von Wu. 221 nahm Liu Bei in Opposition zu Cao Pi den Titel Kaiser von Han an und bereitete einen Angriff auf Sun Quan vor. Die Schlacht von Xiaoting im Jahr 222 verlor er jedoch, und anschließend erklärte sich Sun Quan zum König von Wu, unabhängig von der Wei-Dynastie. Die Angriffe Cao Pis und (ab 226) seines Nachfolgers Cao Rui wehrte er ab und erklärte sich im Jahr 229 zum Kaiser der Wu-Dynastie.

## Reichsverwaltung
Sun Quan hatte schon im Jahr 221, nach Annahme des Herzogtitels, eine Regierung eingerichtet. Sie war ähnlich wie die Han-Verwaltung organisiert, und ein Kanzler stand ihr vor. Diesen Posten hatte zuerst ein gewisser Sun Shao inne, nach dessen Tod (225) der Minister Gu Yong. Von den niederen Rängen der Hofbeamten sind nur Namen und Titel überliefert, während über ihre Arbeitsweise nichts bekannt ist. Sun Quan scheint nur sechs der neun Ministerien, die unter der Han-Dynastie existierten, eingesetzt zu haben. Offenbar waren auch nicht alle Ämter jederzeit besetzt, und sie stellten eher Auszeichnungen für politisch relevante Personen dar.
Die Verwaltung des Reiches oblag größtenteils den Statthaltern und Generälen, von denen Lu Xun das höchste Kommando innehatte. Er wurde von Sun Quan im September 229 mit der Aufsicht über die Jing-Provinz und die Region um Yuzhang beauftragt, also der westlichen Reichshälfte. In der Jing-Provinz kumulierten sich die Truppen von Wu: Neben Lu Xun waren hier auch die Generäle Bu Zhi, Zhu Ran und Pan Zhang mit ihren Armeen stationiert. In Jiangling lagerte Zhuge Jin. Der Osten des Reichs wurde von Sun Quans Truppen in Jianye und denen in Danyang, Kuaiji, Wu und der Festung Ruxu kontrolliert. Das Nordufer des Jangtse bewachte Zhu Huan, der 220 Zhou Tais Kommando übernommen hatte. Er starb 228 und wurde durch den Veteranen Lü Fan ersetzt. Später beaufsichtigte Sun Quan direkt von der Hauptstadt Jianye aus das Nordufer des Jangtse. Alles in allem war sein Staat kein bürokratisches Konstrukt wie das Han-Reich, sondern ein verstetigtes Kriegsherren-Dominat. Die rivalisierenden Nachbarstaaten Shu Han und Wei waren ähnlich aufgebaut, und die drei Reiche mussten sich immer wieder im Krieg beweisen.

## Soziale und wirtschaftliche Entwicklung

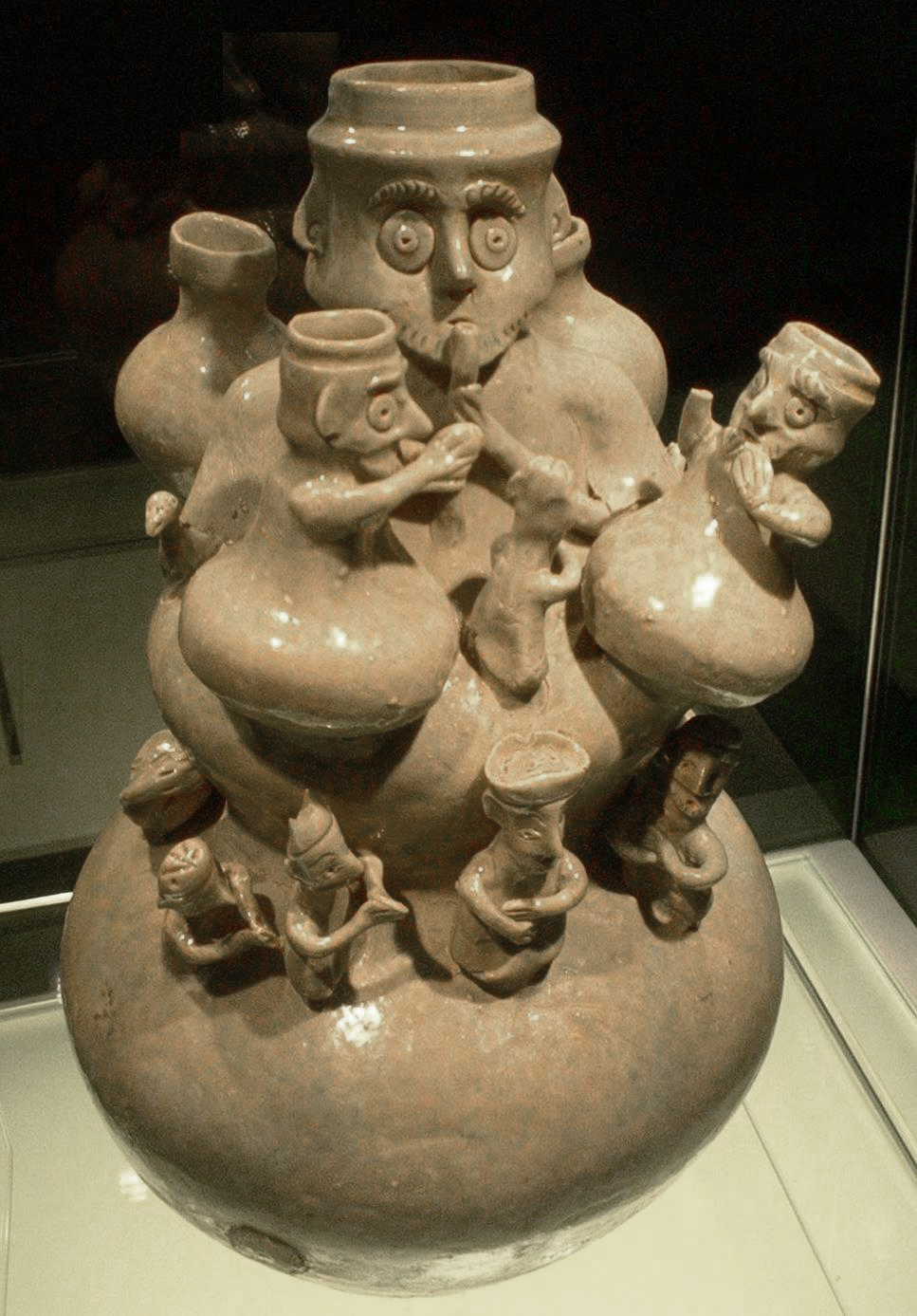
Keramikkrug aus der Wu-Dynastie

Sun Quans Wu-Dynastie herrschte über einen Feudalstaat. Die Sun-Familie wird historisch für nicht viel mehr als die Führerschaft einer Gruppe von Adelsfamilien angesehen, die gemeinsame Interessen verfolgten. Immerhin gelang es Sun Jian, fähige Offiziere durch seine bloße Autorität und nicht durch Familienbande auf seine Seite zu bringen. Sun Ce war für seine Feldzüge nicht auf der Suche nach Adligen, sondern nach furchtlosen, geschickten Kriegern. Noch zu Sun Quans Zeiten wurden die Vertreter des Nordens und Südens nicht nach ihrer Abstammung oder Familienzugehörigkeit, sondern nach ihren Fähigkeiten ausgewählt. Während Sun Ce und Sun Quan mit ihrer Expansion seit den 190er Jahren ihre Herrschaft im südlichen China stetig ausgedehnt hatten, stagnierte die Expansion seit den 220er Jahren. Es gab zwar genügend Länder im Süden zu erobern, aber die Ressourcen von Wu genügten nur zur Wahrung der Unabhängigkeit und Abwehr der Rivalenstaaten. Das Regierungssystem Sun Quans wurde jedoch mit der Zeit immer steifer, vor allem weil der Posten eines Verstorbenen auf seinen Sohn überging (wie es ja auch bei Sun Jian und seinen Nachfolger gehandhabt worden war). Seine Gefolgsleute setzten sich sowohl aus Einheimischen der Gegend südlich der Jangtse-Mündung (Danyang, Kuaiji, Wu) als auch aus Emigranten des Nordens zusammen. In den frühen Jahren seiner Herrschaft waren die wichtigsten Positionen im Reich mit Vertretern beider Schichten besetzt, zum Ende seiner Herrschaft hin wurden diejenigen Beamten und Generäle immer dominanter, deren Familien schon lange vor dem Ende der Han-Dynastie im Süden ansässig waren. Die letzten Vertreter des Nordens verschwanden in den 250er Jahren: Der Minister und Regent Zhuge Ke, Sohn des Zhuge Jin, wurde 253 ermordet, der Oberste Minister Teng Yin kam im Jahr 258 um. Besonders erfolgreich in den Provinzen waren die vier Familien Gu, Lu, Yu und Wei. Die Macht des Staates wurde durch zunehmende Regionalisierung der Wirtschaft im Interesse lokaler Adelsfamilien beeinträchtigt.
Die Währung der Han-Dynastie war während des 2. Jahrhunderts einer starken Inflation zum Opfer gefallen, und eine halbherzige Reform des Kanzlers Dong Zhuo hatte ihr den Rest gegeben. Im ganzen Reich war man darum zu Tauschhandel übergegangen. Cao Pi hatte 221 im Norden Getreide und Reis als offizielle Währung eingeführt, und der Tauschhandel spielte im Norden des Reiches auch nach Wiedereinführung des Kupfergeldes gerade auf dem Land die entscheidende Rolle. Sun Quan versuchte im Jahr 236 die Einführung einer Münzwährung mit einem staatlichen Monopol auf Kupfer und dem Verbot privater Münzprägung der Adelsfamilien, hatte jedoch keinen Erfolg und gab das Vorhaben 246 auf. So konnte die Regierung nicht vom Binnenhandel profitieren und verlor eine wichtige Einnahmequelle.
Der Vorteil an dieser wirtschaftlichen Situation war, dass die Länder südlich des Jangtse keine Abgaben mehr an die Regierung in der Zentralebene leisten mussten und so einen eigenen Wohlstand entwickelten, der in diesem Maß im Süden noch nicht dagewesen war. Der Reichtum des Südens übertraf in den folgenden Jahrzehnten und Jahrhunderten schließlich den des Nordens. Gleichwohl wurde der wenig erschlossene Süden des Reiches von seinen militärischen Oberbefehlshabern, die vor allem auf ihren persönlichen Profit bedacht waren, durch rücksichtslose Kolonisation auf Kosten der indigenen Bevölkerung der han-chinesischen Bevölkerung erschlossen.